# Hans Reinicke
Hans Reinicke, auch Johannes Reinecke, Johann Reineck, Reineke, Reinick (* um 1483 in Mansfeld; † 15. Juli 1538 in Nordhausen) war Hüttenmeister in Mansfeld und beförderte als einer von Martin Luthers besten Freunden die Reformation.

## Leben

### Herkunft und Familie
Hans Reinicke war der Sohn des vornehmen Hüttenmeisters und Bergvogts Peter Reinicke und Enkel von Claus Reinicke aus Thal-Mansfeld. Die Schächte der Familie lagen bei Möllendorf und in der Nachbarschaft derer von Hans Luder, dem Vater von Martin Luther.
Eine Walpurgis Reinicke (* 23. April 1512 in Mansfeld; † 11./12. Januar 1548), möglicherweise eine Tochter von Hans Reinicke, heiratete 1531 den Wittenberger Bürgermeister Ambrosius Reuter. Eine andere Tochter (Ursula?) heiratete 1528 Philipp Glüenspieß, einen sehr angesehenen Mansfelder Bürger, der freundschaftliche Beziehungen zu den Reformatoren (ganz besonders zu Philipp Melanchthon) unterhielt und selbst eine Zeit lang den Rhetorik-Lehrstuhl an der Wittenberger Universität innegehabt hatte. Die Tochter Anna Reinicke wurde mit dem Bürgermeister der Freien Reichsstadt Nordhausen Michael Meyenburg verheiratet. Der Sohn Martin Reinicke (ca. 1505–1551) ebenfalls Hüttenbesitzer und Bergvogt, heiratete Margarethe Lutterodt (1512–1569) aus Wernigerode.
Eine Schwester des Hans Reinicke heiratete den Reformationsförderer Nicolaus Oemler, deren Sohn Georg (gen. Aemilius) wurde von Philipp Schwarzerdt gen. Melanchthon protegiert.

### Ein enger Freund Luthers
Reinicke war ein guter Freund von Martin Luther, 1497 besucht er mit ihm zusammen die höhere Schule, der Magdeburger Domschule in der Stadt Magdeburg, die von den Brüdern vom gemeinsamen Leben geführt wurde. Etwa Ende 1511 heiratete der zu diesem Zeitpunkt wahrscheinlich 28-jährige Reinicke die erst 15-jährige Ursula Zöberitz aus Halle (ca. 1496–1536). Ein der Eheschließung vorangegangener Versuch, diese zu verhindern, scheiterte.
Hans Reinicke wandte sich dem Bergwerkswesen zu und trat nach dem Studium die Nachfolge in der Leitung der väterlichen Hütte an.
Die Hüttenfamilien waren im Mansfeldischen die ersten, die sich zu Luther bekannten. In einem Brief vom 25. März 1520 trug Luther dem Mansfelder Prediger Martin Seligmann Grüße an Johann und Wilhelm Reinick auf. Wilhelm Reinicke, vielleicht ein Bruder von Hans, wurde bereits in den Bergwerksakten von 1511 erwähnt. Auch begleitete Hans Reinicke seinen Freund Luther angeblich auf dem Weg zum Reichstag zu Worms 1521.
Als reicher Hüttenmeister erhielt Hans Reinicke als Gläubiger des Grafen Hoyer VI. von Mansfeld († 1540) „fast alle zwischen dem Vorwerk Möllendorf und der Stadt Tal-Mansfeld gelegenen Grundstücke, dazu das Lehen Gut Meisberg bei Hettstedt (1522)“. Der Graf stellte „erst aus einer Reihe Ländereien ein kleines Erbgut zusammen […] und [überließ] es seinem Gläubiger […] zur Begleichung der Schulden.“
Reinickes Stellung im Bauernkrieg ist nie betrachtet worden. Über seine Haltung kann jedoch kein Zweifel bestehen. Als Thomas Müntzer 1525 das aufrührerische Manifest an die Mansfeldischen Berggesellen (also Reinickes Untergebene) schreibt, geht es um Sein oder Nichtsein. Luther schlägt sich bekanntlich ganz auf die Seite der Besitzenden. 1529 beherrscht Reinicke den ganzen Saigerhandel bei der Silberhütte in Thal-Mansfeld.
Am 1. Juni 1530 besucht Reinicke Luther auf der Veste Coburg, von wo aus dieser den Reichstag zu Augsburg beobachtet. Hans Reinicke berichtet dem Freund kurz darauf in einem (nicht mehr erhaltenen) Brief vom Tod seines Vaters Hans Luther am 31. Mai 1530.

### Kündigung der Pachtverträge
In der Feuer- und Erbteilung von 1536 wurde das gesamte Bergwerkseigentum (45 Erbfeuer und 50 Herrenfeuer des Mansfelder und des Eislebener Berges) unter die fünf gräflichen Linien aufgeteilt. Die Grafen erneuerten die 1535 abgelaufenen Pachtverträge über die Herrenfeuer nicht mehr, nahmen die Feuer in eigene Regie. An die Stelle der Hüttenmeister traten mindestens seit 1536, oder schon früher, vom Grafen eingesetzte Faktoren (beamtete Betriebsleiter). Bis 1560 hatten die Grafen alle Herren- und Erbfeuer mit Zwang und Entrechtung erworben. Der Wortführer gegen diese Kündigung der Herrenfeuer war Hans Reinicke. Genau in diese Zeit fiel der Tod seiner Ehefrau Ursula.

### Alter und Tod
Nach dem Tod seiner Frau lebte Hans in Nordhausen, im Hause seines Schwiegersohnes Michael Meyenburg, wo er auch den Arzt und Philologen Janus Cornarius kennenlernte, der ihm im März 1536 in Basel sein medizinisches Werk Marcelli Viri Illustris, De medicamentis empiricis, physicis ac rationabilibus liber widmete.
Hans Reinicke starb am 15. Juli 1538 im Hause seines Schwiegersohnes und wurde in einer Gruft der Nordhäuser Stadtpfarrkirche St. Blasii bestattet. An der Südfassade der Kirche erinnert eine Bronzetafel an Reinicke.
Neben Töchtern hinterließ er die drei Söhne Hieronymus, Christoph und Albertus.